# Stenolis polytaenia
Stenolis polytaenia är en skalbaggsart som först beskrevs av Bates 1885. Stenolis polytaenia ingår i släktet Stenolis och familjen långhorningar.
Artens utbredningsområde är:
- Costa Rica.
- Panama.

Inga underarter finns listade i Catalogue of Life.